# Алич, Эсма
Эсма Алич (босн. Esma Alić; род. 8 октября 2002, Сараево) — боснийская горнолыжница, выступающая в слаломе и гигантском слаломе. Участница Олимпийских игр 2022 года.

## Биография
Эсма Алич родилась 8 октября 2002 года в Сараево.
Заниматься лыжами начала в 5 лет, а в 12 лет стала членом детской сборной Боснии и Герцеговины.
Представляет горнолыжный клуб «Bjelašnica».

### Спортивная карьера
На международном уровне дебютировала в ноябре 2018 года на соревнованиях по гигантскому слалому в австрийском Зёльдене, где заняла 61-е место. В декабре заняла третье место в слаломе на национальном турнире «FIS Trophy Ravna Planina 2018».
В 2019 году выступила на Европейском юношеском фестивале в Сараево. На открытии фестиваля была удостоена чести нести флаг Боснии и Герцеговины. На состязаниях по гигантскому слалому заняла 37-е место, а в слаломе не финишировала.
В 2020 году выступила на зимпих юношеских Олимпийских играх в слаломе и гигантском слаломе, но не финишировала ни в одной дисциплине. На чемпионате мира по горнолыжному спорту 2021 года в Кортина-д’Ампеццо не смогла финишировать в слаломе и гигантском слаломе.
Выступила на зимних Олимпийских играх 2022 года в Пекине. На первых состязаниях в гигантском слаломе была дисквалифицирована из-за фальстарта. В дисциплине слалом заняла 45-е место.
На чемпионате мира 2025 года в гигантском слаломе заняла 43 место, а в командной комбинации 22-е, выступив в паре с Эльвединой Музаферией.

## Результаты

### Олимпийские игры
| Год  | Место проведения | Скоростной спуск | Супергигант | Гигантский слалом | Слалом | Комбинация | Команды |
| ---- | ---------------- | ---------------- | ----------- | ----------------- | ------ | ---------- | ------- |
| 2022 | Пекин            | —                | —           | DSQ               | 45     | —          | —       |

### Чемпионаты мира
| Год  | Место проведения  | Скоростной спуск | Супергигант | Гигантский слалом | Слалом | Комбинация |
| ---- | ----------------- | ---------------- | ----------- | ----------------- | ------ | ---------- |
| 2021 | Кортина-д’Ампеццо | —                | —           | DNF               | DNF    | —          |
| 2025 | Зальбах           | —                | —           | 43                | DNF    | 22         |